# Професионална техническа гимназия „Шандор Петьофи“
Национална професионална техническа гимназия „Шандор Петьофи“ е училище в град Разград, на адрес: ул. „Проф. Илия Петров“ № 1. Има две учебни смени. Директор на училището е Биана Тодорова.

## История
Училището е приемник на Техникумът по механотехника, разкрит през 1963 година.

## Специалности
- Системно програмиране
- Компютърна техника и технологии
- Металорежещи машини
- Електрообзавеждане на производството
- Машини и системи с ЦПУ
- Компютърни мрежи
- Газова техника
- Електронна търговия
- Възобновяеми енергийни източници